# Congreso Mundial de Familias
El Congreso Mundial de Familias (en inglés: World Congress of Families, WCF) es una organización estadounidense que promueve internacionalmente valores e ideas del cristianismo conservador. Se opone al matrimonio entre personas del mismo sexo y adopción homoparental, al aborto, mientras apoya una sociedad construida sobre «la unión voluntaria de un hombre y una mujer de por vida en la alianza del matrimonio». Se denomina provida y se opone matrimonio homosexual.
El WCF se fundó en 1997 y organiza regularmente convenciones internacionales. WCF ha sido influyente en África. Un informe de 2015 de Human Rights Campaign señaló la influencia de WCF en las leyes para establecer pena de muerte a las personas LGBT en Nigeria y Uganda mientras que el director de la ONG Rightify Ghana señaló en 2021 que, después de la conferencia de WCF en Acra, a finales de 2019 la organización impulsó una legislación contra las personas LGBT en Ghana.
Su oposición al matrimonio entre personas de mismo y el aborto ha atraído fuertes críticas, y la organización ha sido añadida a la lista de organizaciones denominadas «grupos de odio anti-gay» del Southern Poverty Law Center en febrero de 2014 por su implicación en la ley rusa contra la propaganda homosexual en 2013 y su oposición internacional a los derechos LGBT. En la actualidad forman parte del consejo Alexey Komov, de la división rusa del Congreso Mundial de Familias (WCF), que actúa de enlace entre el oligarca sancionado ruso Konstantin Malofeev y la derecha religiosa estadounidense.

## Congresos
| Edición | Ciudad                          | Año              |
| ------- | ------------------------------- | ---------------- |
| I       | Praga (República Checa)         | 1997             |
| II      | Ginebra (Suiza)                 | 1999             |
| III     | Ciudad de México (México)       | 2004             |
| IV      | Varsovia (Polonia)              | 2007             |
| V       | Ámsterdam (Países Bajos)        | 2009             |
| VI      | Madrid (España)                 | 2012             |
| VII     | Sídney (Australia)              | 2013             |
| VIII    | Moscú (Rusia)                   | 2014 (cancelado) |
| IX      | Salt Lake City (Estados Unidos) | 2015             |
| X       | Tiflis (Georgia)                | 2016             |